# 福井昭雄
福井 昭雄（ふくい あきお、1932年 - ）は、洋画家。東京学芸大学卒。
文教大学教育学部美術専修教授を務め、児童画教育に明るい。

## 著書

### 単著
- 『ぞうけいあそび 感動ある実践への導き』 サクラクレパス出版部、1980年8月
- 『たのしい環境づくり 毎日の保育に役立つ』 チャイルド本社、1981年 ISBN 4-8054-8176-5
- 『創造性を豊かにする造形遊び・環境構成』 フレーベル館、1989年8月 ISBN 4-577-80117-5
- 『紙工作 資料と展開　日々の保育と園行事を豊かにする』 チャイルド本社、1999年 ISBN 4-8054-8209-5

### 共著
- 『楽しい造形活動の育て方 描いてあらわす』 東京書籍、1982年5月 ISBN 4-487-73583-1
- 『幼児の保育と造形 2』 ほるぷ出版、1983年 （共著者：小野田三男）
- 『こどもは天才、らくがき万歳 子どもの絵から知る子どもの心』 啓明研究会、1989年9月 ISBN 4-906284-03-5 （共著者：熊本高工）

### 編著
- 『造形遊び その指導と展開』 東京書籍、1979年4月 ISBN 4-487-73581-5